# Claude-Joseph Lalouette
Pour les articles homonymes, voir Lalouette.
Claude-Joseph Lalouette (17 septembre 1749 à Paris - 19 mars 1829 à Saint-Vigor-le-Grand) est un homme politique français.

## Biographie
Sous-préfet de Bayeux sous le premier Empire, il fut élu, le 4 mai 1811, par le Sénat conservateur, député du Calvados au Corps législatif et siégea en cette qualité jusqu'en 1815.

## Sources
- « Claude-Joseph Lalouette », dans Adolphe Robert et Gaston Cougny, Dictionnaire des parlementaires français, Edgar Bourloton, 1889-1891 [détail de l’édition] [texte sur Sycomore]